# وليام جاك
وليام جاك (1795-1822) (بالإنجليزية: William Jack)‏ هو عالم نبات اسكتلندي.